# Discografia de Armin van Buuren
Esta é a discografia do produtor de trance e DJ neerlandês Armin van Buuren.

## Albums

### Álbuns de estúdio
| Título                                                                                        | Detalhe do álbum                                                                                | Posições em paradas músicais | Posições em paradas músicais | Posições em paradas músicais | Posições em paradas músicais | Posições em paradas músicais | Posições em paradas músicais | Posições em paradas músicais | Certificações |
| Título                                                                                        | Detalhe do álbum                                                                                | HOL                          | AUT                          | BEL                          | ALE                          | SUI                          | UK                           | EUA                          | Certificações |
| --------------------------------------------------------------------------------------------- | ----------------------------------------------------------------------------------------------- | ---------------------------- | ---------------------------- | ---------------------------- | ---------------------------- | ---------------------------- | ---------------------------- | ---------------------------- | ------------- |
| 76                                                                                            | - Lançamento: 7 de Junho de 2003 - Gravadora: United - Formatos: CD                             | 38                           | —                            | —                            | —                            | —                            | —                            | —                            |               |
| Shivers                                                                                       | - Lançamento: 8 de agosto de 2005 - Gravadora: Armada - Formatos: CD, digital download          | 23                           | —                            | —                            | —                            | —                            | —                            | —                            |               |
| Imagine                                                                                       | - Lançamento: 18 de abril de 2008 - Gravadora: Armada - Formatos: CD, digital download          | 1                            | —                            | —                            | —                            | —                            | —                            | 157                          |               |
| Mirage                                                                                        | - Lançamento: 10 de setembro de 2010 - Gravadora: Armada - Formatos: CD, digital download       | 3                            | 53                           | 10                           | 42                           | —                            | 113                          | 148                          |               |
| Intense                                                                                       | - Lançamento: 3 de maio de 2013 - Gravadora: Armada - Formatos: CD, digital download, vinil     | 2                            | 20                           | 15                           | 16                           | 26                           | 37                           | 65                           | - NVPI: ouro  |
| Embrace                                                                                       | - Lançamento: 29 de outubro de 2015 - Gravadora: Armada - Formatos: CD, digital download, vinil | 1                            | —                            | 40                           | 73                           | 82                           | —                            | —                            |               |
| Balance                                                                                       | - Lançamento: 25 de outubro de 2019 - Gravadora: Armada - Formatos: CD, digital download, vinil | 11                           | 70                           | 47                           | 45                           | 52                           | —                            | —                            | - NVPI: ouro  |
| "—" indica que a gravação não foi incluída nas paradas ou não foi distribuída naquela região. |                                                                                                 |                              |                              |                              |                              |                              |                              |                              |               |

### Álbuns de compilação
| Título                                                                                        | Detalhe do álbum                                                                          | Posições em paradas músicais | Posições em paradas músicais |
| Título                                                                                        | Detalhe do álbum                                                                          | HOL                          | BEL                          |
| --------------------------------------------------------------------------------------------- | ----------------------------------------------------------------------------------------- | ---------------------------- | ---------------------------- |
| 10 Years                                                                                      | - Lançamento: 11 de Novembro de 2006 - Gravadora: Armada - Formatos: CD, digital download | 45                           | —                            |
| Armin Anthems (Ultimate Singles Collected)                                                    | - Lançamento: 7 de Novembro de 2014 - Gravadora: Armada - Formatos: CD, digital download  | 5                            | 84                           |
| The Best of Armin Only                                                                        | - Lançamento: 13 de maio de 2017 - Gravadora: Armada - Formatos: CD, digital download     | 3                            | 102                          |
| A State of Trance Forever                                                                     | - Lançamento: 3 de setembro de 2021 - Gravadora: Armada - Formatos: CD, digital download  | 66                           | 115                          |
| "—" indica que a gravação não foi incluída nas paradas ou não foi distribuída naquela região. |                                                                                           |                              |                              |

## Singles

### Como artista principal
| Título                                                                                        | Ano  | Posições em paradas músicais | Posições em paradas músicais | Posições em paradas músicais | Posições em paradas músicais | Posições em paradas músicais | Posições em paradas músicais | Posições em paradas músicais | Posições em paradas músicais | Posições em paradas músicais | Posições em paradas músicais | Certificações                                                               | Álbum             |
| Título                                                                                        | Ano  | HOL                          | AUS                          | AUT                          | BEL                          | FRA                          | ALE                          | SUE                          | SUI                          | UK                           | EUA                          | Certificações                                                               | Álbum             |
| --------------------------------------------------------------------------------------------- | ---- | ---------------------------- | ---------------------------- | ---------------------------- | ---------------------------- | ---------------------------- | ---------------------------- | ---------------------------- | ---------------------------- | ---------------------------- | ---------------------------- | --------------------------------------------------------------------------- | ----------------- |
| "Yet Another Day" (featuring Ray Wilson)                                                      | 2002 | 34                           | —                            | —                            | 14                           | —                            | —                            | —                            | —                            | 70                           | —                            |                                                                             | 76                |
| "Sunburn (Walk Through the Fire)"                                                             | 2003 | 43                           | —                            | —                            | —                            | —                            | —                            | —                            | —                            | —                            | —                            |                                                                             | Non-album single  |
| "Burned With Desire" (featuring Justine Suissa)                                               | 2003 | 53                           | —                            | —                            | 4                            | —                            | —                            | —                            | —                            | 45                           | —                            |                                                                             | 76                |
| "Shivers"                                                                                     | 2005 | 27                           | —                            | —                            | —                            | —                            | —                            | —                            | —                            | —                            | —                            |                                                                             | Shivers           |
| "Serenity" (featuring Jan Vayne)                                                              | 2005 | 17                           | —                            | —                            | —                            | —                            | —                            | —                            | —                            | —                            | —                            |                                                                             | Shivers           |
| "Sail"                                                                                        | 2006 | 27                           | —                            | —                            | —                            | —                            | —                            | —                            | —                            | —                            | —                            |                                                                             | Non-album singles |
| "Love You More" (featuring Racoon)                                                            | 2006 | 23                           | —                            | —                            | —                            | —                            | —                            | —                            | —                            | —                            | —                            |                                                                             | Non-album singles |
| "Saturday Night" (vs. Herman Brood)                                                           | 2006 | 25                           | —                            | —                            | —                            | —                            | —                            | —                            | —                            | —                            | —                            |                                                                             | Non-album singles |
| "This World Is Watching Me" (vs. Rank 1 featuring Kush)                                       | 2007 | 19                           | —                            | —                            | —                            | —                            | —                            | —                            | —                            | —                            | —                            |                                                                             | Non-album singles |
| "Rush Hour"                                                                                   | 2007 | 30                           | —                            | —                            | —                            | —                            | —                            | —                            | —                            | —                            | —                            |                                                                             | Non-album singles |
| "Going Wrong" (with DJ Shah featuring Chris Jones)                                            | 2008 | 5                            | —                            | —                            | —                            | —                            | —                            | —                            | —                            | —                            | —                            |                                                                             | Imagine           |
| "In and Out of Love" (featuring Sharon den Adel)                                              | 2008 | 10                           | —                            | —                            | 10                           | —                            | —                            | 56                           | —                            | —                            | —                            |                                                                             | Imagine           |
| "Unforgivable" (featuring Jaren)                                                              | 2009 | 62                           | —                            | —                            | 41                           | —                            | —                            | —                            | —                            | —                            | —                            |                                                                             | Imagine           |
| "Never Say Never" (featuring Jacqueline Govaert)                                              | 2009 | 32                           | —                            | —                            | 28                           | —                            | —                            | —                            | —                            | —                            | —                            |                                                                             | Imagine           |
| "Broken Tonight" (featuring VanVelzen)                                                        | 2009 | 63                           | —                            | —                            | —                            | —                            | —                            | —                            | —                            | —                            | —                            |                                                                             | Non-album single  |
| "Full Focus"                                                                                  | 2010 | 34                           | —                            | —                            | —                            | —                            | —                            | —                            | —                            | —                            | —                            |                                                                             | Mirage            |
| "Not Giving Up on Love" (vs. Sophie Ellis-Bextor)                                             | 2010 | 8                            | —                            | —                            | 26                           | —                            | —                            | —                            | —                            | —                            | —                            |                                                                             | Mirage            |
| "Drowning" (featuring Laura V)                                                                | 2011 | 41                           | —                            | —                            | —                            | —                            | —                            | —                            | —                            | —                            | —                            |                                                                             | Mirage            |
| "Youtopia" (featuring Adam Young)                                                             | 2011 | 68                           | —                            | —                            | 87                           | —                            | —                            | —                            | —                            | —                            | —                            |                                                                             | Mirage            |
| "We Are Here to Make Some Noise"                                                              | 2012 | 24                           | —                            | —                            | —                            | —                            | —                            | —                            | —                            | —                            | —                            |                                                                             | Non-album single  |
| "Waiting For the Night" (featuring Fiora)                                                     | 2013 | 30                           | —                            | —                            | —                            | —                            | —                            | —                            | —                            | —                            | —                            |                                                                             | Intense           |
| "This Is What It Feels Like" (featuring Trevor Guthrie)                                       | 2013 | 2                            | 13                           | 7                            | 8                            | 170                          | 42                           | 31                           | 15                           | 6                            | 96                           | - NVPI: 2× platina - ARIA: platina - BEA: ouro - BPI: ouro - MC: 3× platina | Intense           |
| "Beautiful Life" (featuring Cindy Alma)                                                       | 2013 | 66                           | —                            | —                            | 17                           | —                            | —                            | —                            | —                            | —                            | —                            |                                                                             | Intense           |
| "Intense" (featuring Miri Ben-Ari)                                                            | 2013 | 14                           | —                            | —                            | —                            | —                            | —                            | —                            | —                            | —                            | —                            |                                                                             | Intense           |
| "Save My Night"                                                                               | 2014 | 23                           | —                            | —                            | 36                           | —                            | —                            | —                            | —                            | 85                           | —                            |                                                                             | Non-album singles |
| "Ping Pong"                                                                                   | 2014 | 22                           | —                            | —                            | 38                           | 135                          | —                            | —                            | —                            | —                            | —                            |                                                                             | Non-album singles |
| "Alone" (featuring Lauren Evans)                                                              | 2014 | 89                           | —                            | —                            | —                            | —                            | —                            | —                            | —                            | —                            | —                            |                                                                             | Intense           |
| "Another You" (featuring Mr. Probz)                                                           | 2015 | 7                            | 48                           | 55                           | 10                           | 81                           | 75                           | 55                           | —                            | —                            | —                            | - NVPI: platina                                                             | Embrace           |
| "Off the Hook" (with Hardwell)                                                                | 2015 | —                            | —                            | —                            | 51                           | —                            | —                            | —                            | —                            | —                            | —                            |                                                                             | Embrace           |
| "Strong Ones" (featuring Cimo Fränkel)                                                        | 2015 | 59                           | —                            | —                            | 23                           | —                            | —                            | —                            | —                            | —                            | —                            |                                                                             | Embrace           |
| "Heading Up High" (featuring Kensington)                                                      | 2016 | 35                           | —                            | —                            | —                            | —                            | —                            | —                            | —                            | —                            | —                            |                                                                             | Embrace           |
| "I Need You" (with Garibay featuring Olaf Blackwood)                                          | 2017 | 31                           | —                            | —                            | 4                            | —                            | —                            | —                            | —                            | —                            | —                            |                                                                             | Balance           |
| "Sunny Days" (featuring Josh Cumbee)                                                          | 2017 | 19                           | —                            | —                            | 37                           | —                            | —                            | —                            | —                            | —                            | —                            |                                                                             | Balance           |
| "Sex, Love & Water" (featuring Conrad Sewell)                                                 | 2018 | 93                           | —                            | —                            | 25                           | —                            | —                            | —                            | —                            | —                            | —                            |                                                                             | Balance           |
| "Therapy" (featuring James Newman)                                                            | 2018 | 26                           | —                            | —                            | —                            | —                            | —                            | —                            | —                            | —                            | —                            |                                                                             | Balance           |
| "Blah Blah Blah"                                                                              | 2018 | 35                           | —                            | 15                           | 19                           | 21                           | 11                           | 25                           | 44                           | —                            | —                            | - NVPI: ouro - BEA: ouro - BVMI: ouro - SNEP: ouro                          | Balance           |
| "Wild Wild Son" (featuring Sam Martin)                                                        | 2018 | 41                           | —                            | —                            | 27                           | —                            | —                            | —                            | —                            | —                            | —                            |                                                                             | Balance           |
| "Turn It Up"                                                                                  | 2019 | —                            | —                            | —                            | —                            | 148                          | —                            | —                            | —                            | —                            | —                            |                                                                             | Balance           |
| "Unlove You" (featuring Ne-Yo)                                                                | 2019 | —                            | —                            | —                            | 14                           | —                            | —                            | —                            | —                            | —                            | —                            |                                                                             | Balance           |
| "Feel Something" (featuring Duncan Laurence)                                                  | 2020 | 85                           | —                            | —                            | 27                           | —                            | —                            | —                            | —                            | —                            | —                            |                                                                             | Non-album singles |
| "Leave a Little Love" (with Alesso)                                                           | 2021 | 62                           | —                            | —                            | 26                           | —                            | —                            | —                            | —                            | —                            | —                            |                                                                             | Non-album singles |
| "Hold On" (with Davina Michelle)                                                              | 2021 | 34                           | —                            | —                            | —                            | —                            | —                            | —                            | —                            | —                            | —                            |                                                                             | Non-album singles |
| "Come Around Again" (with Billen Ted featuring JC Stewart)                                    | 2022 | 75                           | —                            | —                            | 48                           | —                            | —                            | —                            | —                            | —                            | —                            |                                                                             | Non-album singles |
| "Larger Than Life" (with Chef'Special)                                                        | 2024 | 36                           | —                            | —                            | —                            | —                            | —                            | —                            | —                            | —                            | —                            |                                                                             | Non-album singles |
| "In the Dark" (with David Guetta featuring Aldae)                                             | 2024 | —                            | —                            | —                            | 32                           | —                            | —                            | —                            | —                            | —                            | —                            |                                                                             | Non-album singles |
| "—" indica que a gravação não foi incluída nas paradas ou não foi distribuída naquela região. |      |                              |                              |                              |                              |                              |                              |                              |                              |                              |                              |                                                                             |                   |

## Remixes
| - 1996 Groove Solution - Magic Melody (Armin Mix) - 1997 Monsieur Basculant - C'est Tout (Armix) - 1997 De Bos - Chase (Follow-That-Car Mix) - 1997 ISCO - Funkytown (Mothafunky Armin Mix) - 1997 Pioneers Of Sound - Keep It Up (Armin Van Buuren Remix - 1997 Geoffrey Williams - Sex Life (Major Funk Armix) - 1997 The Sunclub - Single Minded People (Club Minded Armix) - 1997 The Sunclub - Single Minded People (Trance Minded Armix) - 1997 The Sunclub - Single Minded People (Radio Edit Armix) - 1997 Jocks' Trap - Tribal Tone (Armix) - 1997 Jocks' Trap - Tribal Tone (Armix Dub) - 1997 Sweet Pussy Pauline - Heads, Tits & Ass (Armin van Buuren Dub Remix) - 1997 Sweet Pussy Pauline - Heads, Tits & Ass (Armin van Buuren Vocal Remix) - 1997 Temple Of The Groove - Without Your Love (Armin's Radio Mix) - 1998 J.R.'s Revenge - Dallas (The Armix) - 1998 Rocco Mundo - Move Static (Armix) - 1998 Suits Makin' Noise - The Beginning (Armix Club Version) - 1998 Suits Makin' Noise - Ellegibo (Extended Armix) - 1998 Barbarus - Hold On (Armix) - 1998 Flying Grooves - Initial Velocity (Armix) - 1998 Problem Boy - Self Control (Armix) - 1998 Black & White Brothers - Put Your Hands Up (Gimmick Remix) - 1998 Wodka Wasters - Pass the Bottle (Armix) - 1998 Wodka Wasters - Pass The Bottle (Armin's Movin' Work Dub) - 1998 Red & White - Out Of Blue (Armix) - 1998 Wamdue Project - King Of My Castle (Armin Gimmick Dub) - 1998 Wamdue Project - King Of My Castle (Armin van Buuren Remix) - 1999 Gouryella - Gouryella (Armix) - 1999 Vincent De Moor - Shamu (Armin Remix) - 1999 Denzil & Dwayne - Force Of Habit (Armin van Buuren Remix) - 1999 Chakra & Edi Mis - X-File '99 (Armin & DJ Johan's Cyber Mix) - 1999 DJ René - Music All Over The World (DJ René & Armin van Buuren Remix) - 1999 Electrix - Blame The Music (Armin van Buuren Mix) - 1999 Shane - C'est Musique (Armin van Buuren Remix) - 1999 Insight - Prophecy (Cyber Mix) - 1999 Madison Avenue - Don't Call Me Baby (Armin van Buuren's Stalker Mix) - 1999 Madison Avenue - Don't Call Me Baby (Armin van Buuren's Stalker Dub) - 1999 Pancake - Don't Turn Your Back (Syrup & Sugar Armix Flava) - 1999 Electrix - Gettaway (Armin van Buuren Mix) - 1999 DJ Manta - Holding On (Armin Van Buuren's Rising Star Mix) - 1999 DJ Manta - Holding On (Armin Van Buuren's Rising Star Edit) - 1999 Airscape - L'Esperanza (Armin Van Buuren's Rising Star Mix) - 1999 René Et Gaston - Vallée 2000 (Vallée De L'Armix) - 1999 Vincent De Moor - Between 2 Fires (Armin Remix) - 1999 Rising Star - Touch Me (Armix Remix) - 1999 Gouryella - Walhalla (Armin Van Buuren's Rising Star Mix) - 1999 Gouryella - Walhalla (Armin van Buuren's Rising Star Dub) - 2000 Aria - Dido (Armin van Buuren's Universal Religion Mix) - 2000 ATFC Presents OnePhatDeeva - Bad Habit (Armin Van Buuren Gimmick Club Mix) - 2000 Yahel - Devotion (Armin Van Buuren Mix) - 2000 Moogwai - Viola (Armin Van Buuren Remix) - 2000 Gimmick - Free (Armin's Discotizer Dub) - 2000 Mi-Ko - Dreaming Of You (Armix Remix) - 2000 Fuel 2 Fire - Fuel to Fire (Armin's Drumrama Dub) - 2000 Dominica - Gotta Let You Go (Watch Your Step Mix) - 2000 Novaskotia - Novaskotia (Armin Van Buuren's Rising Star Mix) - 2000 Desiderio - Starlight (Armin Van Buuren's Rising Star Remix) - 2000 Vibe-Rations - Steppin' Out (Armin van Buuren's Big Bass Remix) - 2000 Armin - Communication Part II (Armin van Buuren's Remake) | - 2001 System F - Exhale (Armin van Buuren Remix) - 2001 Magnusson Arrived - Mary Go Around (Armin Van Buuren's 'This Round's On Me' Mix) - 2001 Magnusson Arrived - Mary Go Around (Armin Van Buuren's 'This Round's On Me' Edit) - 2001 Perpetuous Dreamer - The Sound Of Goodbye (Armin's Tribal Feel Mix) - 2001 Perpetuous Dreamer - The Sound Of Goodbye (Armin van Buuren's Rising Star Mix) - 2001 Ayumi Hamasaki - Appears (Armin Van Buuren Remix) - 2001 iiO - Rapture (Armin Van Buuren Remix) - 2002 DJ Astrid - The Spell (Armin Van Buuren Remix) - 2002 Solid Sessions - Janeiro (Armin Van Buuren Mix) - 2002 Shane - Too Late To Turn (Armin Van Buuren Remix) - 2002 Riva - Time Is The Healer (Armin Van Buuren Vocal Remix) - 2002 Cygnus X - Positron (Armin Van Buuren Remix) - 2002 OceanLab - Sky Falls Down (Armin Van Buuren Remix) - 2002 Solar Stone - Seven Cities (Armin van Buuren Vocal mix) - 2002 Solar Stone - Seven Cities (Armin van Buuren Remix) - 2002 Perpetuous Dreamer - Dust.wav (Armin van Buuren Rising Star Remix) - 2002 Perpetuous Dreamer - Dub.wav - 2003 Ben Liebrand - Give Me An Answer (Armin van Buuren Remix) - 2003 Motorcycle - As The Rush Comes (Armin van Buuren's Universal Religion Remix) - 2003 Clubhands - Live Your Life (Extended Club Mix) - 2004 Mark Otten - Mushroom Therapy (Armin Van Buuren Precious Edit) - 2004 Envio - Love Poison (Ryan G Remix - AvB Edit) - 2004 24 - The Longest Day (Armin Van Buuren Dub) - 2004 24 - The Longest Day (Armin Van Buuren Remix) - 2004 24 - The Longest Day (Armin Van Buuren Remix Radio Edit) - 2005 Fragile - Inertia (Armin van Buuren Remix) - 2007 Tony Scott - Something For The People (Armin van Buuren vs DJ Remy & Roland Klinkenberg Remix) - 2008 The Killers - Human (Armin Van Buuren Remix) - 2008 The Killers - Human (Armin Van Buuren Dub) - 2008 Armin van Buuren feat. Gabriel & Dresden - Zocalo (Armin In Mexico Mix) - 2008 Kerli - Walking on Air (Armin van Buuren Remix) - 2009 BT feat. Jes - Every Other Way (Armin van Buuren Remix) - 2009 Cerf, Mitiska & Jaren - Beggin’ You (Armin van Buuren Remix) - 2010 Armin van Buuren vs. Sophie Ellis-Bextor - Not Giving Up on Love (Armin van Buuren Remix) - 2010 Faithless - Not Going Home (Armin van Buuren Remix) - 2010 Dido - Everything to Lose (Armin van Buuren Remix) - 2010 Armin van Buuren feat. Christian Burns - This Light Between Us (Armin van Buuren's Great Strings Mix) - 2010 Miguel Bosé - Jurame (Armin van Buuren Remix) - 2010 Chicane - Where Do I Start? (Armin van Buuren Remix) - 2011 Laura Jansen - Use Somebody (Armin van Buuren Rework) - 2011 Triple A - Winter Stayed (Armin van Buuren's On The Beach Mix) - 2011 Nadine Coyle - Put Your Hands Up (Armin van Buuren Remix) - 2011 Hannah - Falling Away (Armin van Buuren Remix) - 2011 Emma Hewitt - Colours (Armin van Buuren Remix) - 2011 David Guetta feat. Usher - Without You (Armin van Buuren Remix) - 2011 Wiegel Meirmans Snitker - Nova Zembla (Armin van Buuren Remix) - 2012 Kirsty - Twilight (Armin van Buuren Remix) - 2012 Ferry Corsten vs Armin van Buuren - Brute (Armin's Illegal Drum Edit) - 2012 Zedd feat. Matthew Koma - Spectrum (Armin van Buuren Remix) - 2012 Frans Bak - "The Killing" (Armin van Buuren Remix) - 2013 Mark Knight & D.Ramirez V Underworld - Downpipe (Armin van Buuren Remix) - 2014 Krewella - "Enjoy The Ride" (Armin van Buuren Remix) - 2014 Idina Menzel - "Let It Go" (Armin van Buuren Remix) - 2015 Ramin Djawadi - "Game of Thrones Theme" (Armin van Buuren Remix) - 2015 Faithless - "We Come 1 2.0" (Armin van Buuren Remix) - 2015 Jean-Michel Jarre & Armin van Buuren - "Stardust" (Armin van Buuren Presents Rising Star Remix) - 2015 Hardwell feat. Amba Shepherd - "United We Are" (Armin van Buuren Remix) - 2016 Rising Star feat. Betsie Larkin - "Again" (Armin van Buuren Remix) |

## Pseudônimos
Esta lista contém os conhecidos pseudônimos usados por Armin van Buuren.
- Amsterdance
- Armania
- Darkstar
- E=mc²
- El Guitaro
- Gaia (Armin van Buuren, Benno de Goeij)
- Gig
- Gimmick
- Hyperdrive Inc.
- Misteri A
- Perpetuous Dreamer
- Problem Boy
- Rising Star
- The Shoeshine Factory

## Coproduções
Esta lista contém os nomes das coproduções com outros artistas.
- "Alibi" (com Tiësto)
- "DJ's United" (com Paul Oakenfold & Paul van Dyk)
- "Electrix" (com Floris Klinkert)
- "Gaia" (com Benno de Goeij)
- "Lilmotion" (com Dennis Verheugd & Sjaak Scheffer)
- "Major League" (com Tiësto)
- "Monsieur Basculant" (com Johan Groenewegen)
- "Red & White" (com Gert Den Heijer)
- "Technology" (com Gert Den Heijer)
- "Triple A" (com Alex M.O.R.P.H & Ana Criado)
- "Wodka Wasters" (com Olav Basoski)